# Хронология событий в Баку
Ниже приводится хронология города Баку, Азербайджан.

## Ранняя история
- XII век
  - столица Государства Ширваншахов переносится в Баку
  - ширваншах Минучихр III построил вокруг Баку крепостную стену
  - строительство Девичьей Башни
- XV век
  - строительство Дворца ширваншахов
- 1501
  - Шах Исмаил Сефеви захватил Баку[1]
- 1723
  - осада города войсками Петра I

## XIX век
- 1806
  - взятие Баку  в ходе новой русско-персидской войны[2]
- 1823
  - в Баку был построен первый в мире парафиновый завод[3]
- 1846
  - русским техником В.Семёновым пробурён первый в мире нефтяной колодец
- 1859
  - образование Бакинской губернии[4]
  - в Сураханах построен первый в Азербайджане нефтеперегонный завод[5]
  - заложен первый парк в Баку —  Губернаторский сад[6]
- 1863
  - Джавад Меликов построил первый в Баку керосиновый завод[7]
- 1869
  - открытие телеграфного сообщения между Тбилиси и Баку[8]
- 1871
  - в Балаханах пробурена первая скважина[9]
- 1883
  - проведение  железной дороги от Тбилиси до Баку
- 1886
  - открытие Бакинской биржи[10]
  - строительство первого пожарного депо[11]
- 1887
  - вступила в строй первая телефонная станция[11]
  - открыта первая русско-азербайджанская школа[11]

## XX век
- 1902
  - начал работу Бакинский международный морской торговый порт[12]
- 1905
  - Начало строительства Мечети Тезепир[13]
- 1909
  - Строительство Бакинского бульвара[14]
- 1910
  - Строительство здания для кинотеатра Феномен (ныне там располагается Азербайджанский государственный кукольный театр)[15]
- 1912
  - Строительство Азербайджанской государственной филармонии[16]
- 1913
  - Завершение строительства Здания Исмаилия
- 1914
  - Завершение строительства Мечети Тезепир[13]
- 1917
  - 15 — 20 апреля — Съезд мусульман Кавказа
  - 31 октября (13 ноября) —  Бакинский совет рабочих депутатов провозгласил в Баку Советскую власть
- 1918
  - 31 марта — Резня азербайджанцев в Баку[17]
  - 25 июля — Принятие Бакинским Советом резолюции о приглашении англичан в Баку[18]
  - 4 августа — Прибытие в Баку английского отряда во главе с генералом Денстервилем[19]
  - 4 сентября — Вывод английских войск из Баку[20]
  - 15 сентября — Освобождение Баку Кавказской исламской армией[21]
  - 17 сентября — Переезд правительства Азербайджанской Демократической Республики в Баку[21]
  - 17 ноября — Прибытие генерал Томсона во главе союзных войск в Баку
  - 24 — 26 декабря — Всеобщая стачка Бакинской рабочей конференции[22]
- 1919
  - 24 августа — Начало вывода англичан из Баку
  - 1 сентября — Создание Азербайджанского государственного университета (нынешний БГУ)
- 1920
  - 28 апреля — части 11-й Армии РККА вошли в Баку. Азербайджанская демократическая республика прекратила существование и была провозглашена Азербайджанская Советская Социалистическая Республика
  - 1 — 8 сентября — 1-й Съезд народов Востока
- 1926
  - пущена первая в СССР электричка Баку — Сабунчи — Сураханы
- 1941
  - пущена первая троллейбусная линия
- 1960
  - начал работать Бакинский фуникулёр[23]
- 1967
  - 6 ноября —  открытие станций «Ичери Шехер», «Сахил», «28 Май», «Гянджлик» и «Нариман Нариманов» бакинского метро[24]
  - 25 ноября — открытие первой очереди бакинского метро
- 1968
  - 22 февраля  —  открытие станции «Шах Исмаил Хатаи» бакинского метро[24]
- 1970
  - 5 мая — открытие станции  «Улдуз» бакинского метро[24]
  - 25 сентября — открытие станции «Бакмил» бакинского метро[24]
- 1972
  - 6 ноября —  открытие станций «Кероглу», «Кара Караев», «Нефтчиляр» бакинского метро[24]
- 1976
  - 31 декабря —  открытие станции «Низами Гянджеви» бакинского метро[24]
- 1985
  - 31 декабря —  открытие станций «Элмляр Академиясы», «Иншаатчылар», «20 января», «Мемар Аджеми» бакинского метро[24]
- 1989
  - 28 апреля —  открытие станций «Халглар достлугу» и «Ахмедлы» бакинского метро[24]
- 1990
  - 20 января —  Чёрный январь
- 1993
  - 27 декабря —  открытие станции «Джафар Джаббарлы» бакинского метро[24]

## XXI век
- 2000
  - Ичери-шехер  объявлена объектом Всемирного наследия ЮНЕСКО[25]
- 2002
  - 10 декабря —  открытие станции «Ази Асланов» бакинского метро[24]
- 2008
  - 9 октября —  открытие станции «Насими» бакинского метро[24]
- 2009
  - 30 декабря —  открытие станции «Азадлыг проспекти» бакинского метро[24]
- 2011
  - 29 июня  —  открытие станции «Дарнагюль» бакинского метро[24]
- 2012 — Евровидение-2012
- 2015 — Европейские игры 2015
- 2016
  - 19 апреля
    - открытие фиолетовой линии бакинского метро[26]
    - открытие станций Автовокзал  и  Мемар Аджеми-2 бакинского метро[27]

## См.также
- История Баку
- Хронология Азербайджанской Демократической Республики
- Хронология событий в Гяндже
- Хронология событий в Шеки
- Хронология событий в Губе